# Java Classloader
Java Classloader (дослівно завантажувач класів Java) є частиною Java Runtime Environment, що динамічно завантажує Java класи в Java Virtual Machine. Зазвичай класи завантажуються тільки за запитом (англ. on demand). Завдяки цьому, Java рантайм не має необхідності знати про файли і файлові системи, оскільки це делеговано завантажувачу класів.
У мові Java, бібліотеки, як правило, упаковані у файли Jar. Бібліотеки можуть містити об'єкти різних типів. Найважливішим об'єктом є клас. Java Classloader відповідальний за знаходження бібліотек, прочитання вмісту та завантаження класів що містяться в бібліотеках.
Часто завантаження класів здійснюється на вимогу.

## Процес завантаження класів
Кожен клас Java повинен бути завантажений завантажувачем класів.
Коли JVM стартує, три завантажувачі класів використовуються:
1. Bootstrap завантажувач класів
2. Extensions завантажувач класів
3. System завантажувач класів

Bootstrap завантажувач класів завантажує бібліотеки ядра Java(<JAVA_HOME>/lib директорія). Цей завантажувач класів, є частиною ядра JVM, написаний в придатному для цієї операційної системи коді.
Extensions завантажувач класів завантажує код в директорії <JAVA_HOME>/lib/ext чи в іншій директорії, яка прописана у параметрі  java.ext.dirs. Імплементаця в sun.misc.Launcher$ExtClassLoader.
System(системний) завантажувач класів завантажує класи що розташовані за шляхом java.class.path, який мапується CLASSPATH системною змінною. Імплементований класом sun.misc.Launcher$AppClassLoader.